# Mireval-Lauragais

Mireval-Lauragais este o comună în departamentul Aude din sudul Franței. În 1 ianuarie 2022 avea o populație de 193 de locuitori.